# Allsvenskan na żużlu (2007)
Allsvenska 2007 to 9. sezon szwedzkiej Allsvenska w sporcie żużlowym. Od 1999 Allsvenska jest drugą klasą rozgrywkową szwedzkiej ligi.

## Zespoły
- Vargarna Norrköping (spadkowicz)
- Valsarna Hagfors
- Lejonen Gislaved
- Team Dalakraft Avesta
- Örnarna Mariestad
- Team Bikab Eskilstuna
- Griparna Nyköping
- Solkatterna Karlstad (beniaminek)

W chwili rozpoczęcia sezonu, kontrakty z klubami podpisało 15 Polaków.

## Zasady
- runda zasadnicza obejmuje 14 kolejek (drużyny spotykają się ze sobą dwukrotnie – zmianą jest to, że nie rywalizują systemem mecz, a w następnej kolejce rewanż, rewanże odbędą się w drugiej części sezonu)rozgrywki Allsvenskan League kończą się finałem, w którym pierwsza drużyna rundy zasadniczej spotyka się ze zwycięzcą dwumeczu rozegranego pomiędzy drugą i trzecią drużyną w tabeli.
- ostatnia drużyna zostanie zdegradowana do Division 1.
- każda drużyna składa się z siedmiu zawodników, obowiązuje KSM – dwóch najsłabszych startuje obligatoryjnie z numerami 6 i 7 (tworzą tzw. parę rezerwowych), dodatkowo do składu można zgłosić zawodnika pod numerem 8, jednakże pod warunkiem, że jego KSM jest niższy od rezerwowych i jest juniorem
- zawodnicy rezerwowi mogą wystartować w nie więcej niż sześciu wyścigach
- gdy strata zespołu wynosi minimum 6 punktów, w wyścigach 6 – 14 możliwy jest start zawodnika w ramach rezerwy taktycznej (nie ma jokera)
- do biegów 15 i 16 zawodnicy są nominowani – w ostatnim wyścigu startują zawodnicy z najlepszym dorobkiem punktowym (nie uwzględnia się punktów zawodników rezerwowych)
- w przypadku przerwania zawodów wynik meczu może być zaliczony po rozegraniu 9 wyścigów
- punkt bonusowy w wyścigu przyznawany jest każdemu zawodnikowi, który ukończy wyścig na punktowanej pozycji za partnerem z drużyny, niezależnie od tego, czy rywale miną linię mety
- zawodnika można zastępować w ramach rezerwy zwykłej od początku meczu
- zespoły mogą kontraktować nowych zawodników po otwarciu okna transferowego (zawodnicy mogą również zmieniać kluby)

### Tabela biegowa
Oto tabela biegowa, zgodnie z którą w sezonie 2007 odbywają się zawody ligowe w Szwecji:
| (1)          | C          |            |            |            |            |            | B          |            |            | D          |            |            |            | A          |            |            |            |            |
| (2)          | A          |            |            |            | C          |            | D          |            |            |            |            |            | B          |            |            |            |            |            |
| (3)          |            |            | A          |            |            | B          |            | C          |            |            |            |            | D          |            |            |            |            |            |
| (4)          |            |            | C          |            |            | D          |            | A          |            |            |            | B          |            |            |            |            |            |            |
| (5)          |            |            |            | B          |            |            |            |            | A          |            |            | D          |            | C          |            |            |            |            |
| (6)          |            | B          |            | D          |            |            |            |            | C          |            | A          |            |            |            |            |            |            |            |
| (7)          |            | D          |            |            | A          |            |            |            |            | B          | C          |            |            |            |            |            |            |            |
| (8)          |            |            |            |            |            |            |            |            |            |            |            |            |            |            |            |            |            |            |
| Gospodarze   | Gospodarze | Gospodarze | Gospodarze | Gospodarze | Gospodarze | Gospodarze | Gospodarze | Gospodarze | Gospodarze | Gospodarze | Gospodarze | Gospodarze | Gospodarze | Gospodarze | B          | A          |            |            |
| Gospodarze   | Gospodarze | Gospodarze | Gospodarze | Gospodarze | Gospodarze | Gospodarze | Gospodarze | Gospodarze | Gospodarze | Gospodarze | Gospodarze | Gospodarze | Gospodarze | Gospodarze | D          | C          |            |            |
| Nr zawodnika | 1          | 2          | 3          | 4          | 5          | 6          | 7          | 8          | 9          | 10         | 11         | 12         | 13         | 14         | Nominowane | Nominowane | Nominowane | Nominowane |
| Nr zawodnika | 1          | 2          | 3          | 4          | 5          | 6          | 7          | 8          | 9          | 10         | 11         | 12         | 13         | 14         | 15         | 16         |            |            |
| Goście       | Goście     | Goście     | Goście     | Goście     | Goście     | Goście     | Goście     | Goście     | Goście     | Goście     | Goście     | Goście     | Goście     | Goście     | A          | D          |            |            |
| Goście       | Goście     | Goście     | Goście     | Goście     | Goście     | Goście     | Goście     | Goście     | Goście     | Goście     | Goście     | Goście     | Goście     | Goście     | C          | B          |            |            |
| (1)          | B          |            |            |            |            | C          |            |            | D          |            |            |            | A          |            |            |            |            |            |
| (2)          | D          |            |            |            |            | A          |            |            | B          |            |            | C          |            |            |            |            |            |            |
| (3)          |            |            | B          |            |            |            | C          |            |            |            |            | A          |            | D          |            |            |            |            |
| (4)          |            |            | D          |            | B          |            | A          |            |            |            |            |            | C          |            |            |            |            |            |
| (5)          |            |            |            | A          |            |            |            | D          |            | C          |            |            |            | B          |            |            |            |            |
| (6)          |            | C          |            |            |            | D          |            |            |            |            | A          | B          |            |            |            |            |            |            |
| (7)          |            | A          |            | C          |            |            |            | B          |            |            | D          |            |            |            |            |            |            |            |
| (8)          |            |            |            |            |            |            |            |            |            |            |            |            |            |            |            |            |            |            |

## Allsvenskan – 2007
| Zespół                 | liczba meczów | Z  | R | P  | różnica punktów | PKT |
| Lejonen, Gislaved      | 14            | 10 | 1 | 3  | 747-595         | 21  |
| Vargarna, Norrköping   | 14            | 9  | 1 | 4  | 732-570         | 19  |
| Valsarna, Hagfors      | 14            | 9  | 1 | 4  | 747-596         | 19  |
| Solkatterna, Karlstad  | 14            | 7  | 2 | 5  | 663-679         | 16  |
| Griparna, Nyköping     | 14            | 6  | 0 | 8  | 654-687         | 12  |
| Örnarna, Mariestad     | 14            | 6  | 0 | 8  | 639-703         | 12  |
| Team Dalakraft, Avesta | 14            | 5  | 0 | 9  | 618-683         | 10  |
| Team Bikab, Eskilstuna | 14            | 1  | 1 | 12 | 528-815         | 3   |

## Play-offy

### Półfinały
- 13 września 2007 Vargarna Norrköping – Valsarna Hagfors 45-51
- 14 września 2007 Valsarna Hagfors – Vargarna Norrköping 54-42
- awans do finału uzyskała Valsarna Hagfors